# 嘉平 (南涼)
嘉平（かへい）は、五胡十六国時代、南涼の君主禿髪傉檀の治世で使用された元号。408年11月 - 414年7月。

## 西暦・干支との対照表
| 嘉平 | 元年  | 2年   | 3年   | 4年   | 5年   | 6年   | 7年   |
| 西暦 | 408年 | 409年 | 410年 | 411年 | 412年 | 413年 | 414年 |
| 干支 | 戊申  | 己酉  | 庚戌  | 辛亥  | 壬子  | 癸丑  | 甲寅  |